# 王納言 (嘉靖己丑進士)
王納言（1494年—？），字惟允，號椒園，河南信陽衛軍籍襄城縣人，明朝政治人物。

## 生平
嘉靖元年（1522年）壬午科河南鄉試第十一名舉人。嘉靖八年（1529年）中式己丑科會試第一百三十七名，登第二甲第八十二名進士，授給事中，謫縣丞，歷升山東按察使司佥事、陝西佥事，落職。

## 家族
曾祖王貴；祖父王輪；父王汝楫，曾任訓導。母李氏；繼母史氏；繼母李氏。严侍下。